# Ranunculus malessanus
Ranunculus malessanus är en ranunkelväxtart som beskrevs av Árpád von Degen och Hervier. Ranunculus malessanus ingår i släktet ranunkler, och familjen ranunkelväxter. Inga underarter finns listade i Catalogue of Life.